# Гуральник, Питер
Питер Гуральник (англ. Peter Guralnick, род. 15 декабря 1943 года, Бостон, штат Массачусетс) — американский музыкальный критик, писатель и сценарист. Он специализируется на истории раннего рок-н-ролла и писал об Элвисе Пресли, Сэме Филлипсе и Сэме Куке.

## Ранние годы
Родителями Питера Гуральника были хирург-стоматолог Уолтер Гуральник, доктор медицинских наук, который помог создать стоматологическую страховку в Массачусетсе через Delta Dental, и Бетти Марсон Гуральник. У Питера также есть сестра Сьюзен и брат Томас. В 1971 году он сменил своего деда на посту директора спортивного лагеря для мальчиков Camp Alton на озере Виннипесоки в Вулфборо, штат Нью-Гэмпшир. Лагерь закрылся в 1992 году.
Гуральник окончил Бостонский университет в 1971 году со степенью магистра в области творческого письма. Затем он начал писать книги об истории рок-н-ролла, блюза, кантри-музыки и соул-музыки. 

## Карьера
Первые две книги Гуральника, «Почти взрослый» (1964) и «Мистер Даунчайлд» (1967), представляли собой сборники коротких рассказов, опубликованных издательством Ларри Старк Пресс, небольшим издательством в Кембридже, штат Массачусетс, посвященным рассказам и стихам.
Его двухтомная биография Элвиса Пресли «Последний поезд в Мемфис» в 1994 году, за которой последовала «Беспечная любовь: уничтожение Элвиса Пресли» в 1999 году, превратило историю карьеры Пресли в дугу взлетов и падений. Эта работа, занимающая более 1300 страниц (включая 1150 страниц текста), представляла собой углубленное научное исследование жизни и музыки Пресли. Гуральник ранее писал о Пресли в первом издании журнала Rolling Stone «Illustrated History of Rock & Roll» за 1976 год; его статья перепечатывалась в каждом последующем издании.
Музыкальный критик Нэт Хентофф назвал Гуральника национальным достоянием. Боб Дилан сказал, что книга Гуральника «Последний поезд в Мемфис» отменяет все остальные.
В отличие от таких современников, как Лестер Бэнгс, Иэн Пенман и Ник Тошес, чьи музыкальные произведения отмечены своеобразным, самореферентным и очень личным стилем, творчество Гуральника характеризуется разговорным подходом, который по сравнению с ними чист и сдержан. Его называют деканом рассказчиков рок-н-ролла.
Гуральник написал 727-страничную биографию влиятельного звукозаписывающего продюсера Сэма Филлипса под названием «Сэм Филлипс: Человек, который изобрел рок-н-ролл». Он также написал сценарий для одноимённого документального фильма A &E, рассказанного Билли Бобом Торнтоном. 21 октября 2016 года было объявлено, что Леонардо Ди Каприо сыграет Сэма Филлипса в предстоящем фильме, основанном на книге Гуральника. Гуральник написал сценарий Сэма Кука – Легенды, озвучил Джеффри Райт.
Он написал примечания к альбомам, в том числе к последнему альбому Чарли Рича Pictures and Paintings и к последним трем альбомам Джерри Ли Льюиса Last Man Standing, Mean Old Man и Rock and Roll Time.
Он начал преподавать в Вандербильтском университете в Нэшвилле в 2005 году по программе Masters in Fine Arts, которая по версии журнала Poets & Writers входит в число 15 лучших подобных программ в США. Он был включен в Зал славы блюза в 2010 году; его работы – Feel Like Going Home: Портреты в блюзе, кантри и рок-н-ролле, Lost Highways: Путешествия и прибытия американских музыкантов, Sweet Soul Music: Ритм-энд-блюз и Южная мечта о свободе были отнесены к блюзовой литературе. классика.
В 1994 году он получил премию Грэмми за свои заметки к концерту Сэма Кука в клубе Harlem Square Club, что стало одной из его шести номинаций на премию. Он написал сценарий и выступил сопродюсером документального фильма «Сэм Филлипс: Человек, который изобрел рок-н-ролл». Он также написал сценарий к фильму «Сэм Кук/легенда», получившему премию Грэмми, и к документальному фильму о блюзе «Почувствуй, что возвращаешься домой» режиссёра Мартина Скорсезе.
В 2020 году он выпустил Looking to Get Lost, книгу о творчестве, в которой представлены такие темы, как авторы песен Док Помус и Лейбер и Столлер, музыканты Джонни Кэш, Соломон Берк и Тэмми Уайнетт, а также писатели Ли Смит и Генри Грин, а также печально известный менеджер Элвиса Пресли полковник Том Паркер.
5 августа 2025 г. выйдет книга "The Colonel and the King: Tom Parker, Elvis Presley, and the Partnership that Rocked the World", в которой писатель на основе переписки и документов частично пересматривает своё отношение к фигуре Тома Паркера.
Коллекция Питера Гуральника находится в коллекции Southern Folklife Библиотеки Уилсона Университета Северной Каролины в Чапел-Хилл.

## Личная жизнь
Он уже более 45 лет женат на Александре. У них есть сын и дочь, Джейкоб и Нина.

## Книги
- Peter Guralnick. Almost Grown. — Cambridge, Massachusetts : Larry Stark Press, 1964.
- Peter Guralnick. Mister Downchild. — Cambridge, Massachusetts : Larry Stark Press, 1967.
- Peter Guralnick. Feel Like Going Home: Portraits in Blues, Country, and Rock 'n' Roll. — 1971. — ISBN 0-87690-046-5. Reprinted 1999. ISBN 0-316-33272-0
- Peter Guralnick. Lost Highway: Journeys & Arrivals of American Musicians. — 1979. — ISBN 0-316-33274-7.
- Peter Guralnick. The Listener's Guide to The Blues. — New York : Facts on File, 1982.
- Peter Guralnick. Sweet Soul Music: Rhythm and Blues and the Southern Dream of Freedom. — 1986. — ISBN 0-316-33273-9.
- Peter Guralnick. Nighthawk Blues: A Novel. — Thunder's Mouth Press, 1988. — ISBN 0-938410-64-4.
- Peter Guralnick. Searching for Robert Johnson. — 1989. — ISBN 0-452-27949-6.
- Peter Guralnick. Last Train to Memphis: The Rise of Elvis Presley. — 1994. — ISBN 0-316-33225-9.
- Peter Guralnick. Careless Love: The Unmaking of Elvis Presley. — 1999. — ISBN 0-316-33297-6.
- Peter Guralnick. Elvis Day by Day: The Definitive Record of His Life and Music / Peter Guralnick, Ernst Jorgensen. — 1999. — ISBN 0-345-42089-6.
- Peter Guralnick. Dream Boogie: The Triumph of Sam Cooke. — Little, Brown, 2005. — ISBN 0-316-37794-5.
- Peter Guralnick. Sam Phillips: The Man Who Invented Rock'n'Roll. — Little, Brown, 2015.
- Peter Guralnick. Looking to Get Lost. — Little, Brown, 2020.
- Peter Guralnick. The Colonel and the King: Tom Parker, Elvis Presley, and the Partnership that Rocked the World. — Little, Brown, 2025.